# Linguaggio omega-regolare
I linguaggi ω-regolari sono una classe di ω-linguaggi che generalizzano i linguaggi regolari a parole di lunghezza infinita. Richard Büchi dimostrò nel 1962 che i linguaggi ω-regolari sono precisamente quelle definibili in una particolare logica monadica del secondo ordine chiamata S1S.

## Definizione formale
La definizione di linguaggio ω-regolare viene data ricorsivamente.
Un ω-linguaggio L è ω-regolare se è della forma:
- {\displaystyle A^{\omega }}, dove A è un linguaggio regolare non vuoto che non contiene la stringa vuota;
- {\displaystyle A\circ B}, dove è la concatenazione di un linguaggio regolare A e un linguaggio ω-regolare B (Notare che {\displaystyle B\circ A} non è ben definito);
- {\displaystyle A\cup B}, dove A e B sono linguaggi ω-regolari.

Gli elementi di {\displaystyle A^{\omega }} sono tutte le concatenazioni infinite di parole di {\displaystyle A}. Da notare che se {\displaystyle A} è regolare, {\displaystyle A^{\omega }}non è necessariamente ω-regolare, poiché {\displaystyle A} potrebbe essere {\displaystyle \{\epsilon \}}, l'insieme contenente unicamente la stringa vuota; in tal caso {\displaystyle A^{\omega }=A}, che non è un ω-linguaggio e quindi non ω-regolare.

## Equivalenza all'automa di Büchi
Resta da vedere quale tipo di automa riconosce le ω-espressioni, ossia tutte le espressioni regolari di lunghezza infinita appartenenti ad un linguaggio ω-regolare. La risposta è stata data da Richard Büchi con il suo automa.
Teorema: un linguaggio è riconosciuto da un automa di Büchi se e solo se è ω-regolare.
Dimostrazione: ogni linguaggio ω-regolare è riconosciuto da un automa di Büchi non deterministico. La dimostrazione si fa in maniera costruttiva: usando le proprietà di chiusura degli automi di Büchi e l'induzione strutturale sulla definizione di linguaggio ω-regolare, si può facilmente dimostrare che un automa di Büchi può essere costruito per ogni dato linguaggio ω-regolare.
Inversamente, per un dato automa di Büchi {\displaystyle {\mathcal {A}}=(Q,{\mathcal {F}},I,T)}, si costruisce un linguaggio ω-regolare e poi si mostra che questo linguaggio è riconosciuto da {\displaystyle {\mathcal {A}}}. Per una ω-espressione {\displaystyle w=a_{1}a_{2}\ldots } sia {\displaystyle w(i,j)} il segmento finito {\displaystyle a_{i+1}\ldots a_{j-1}a_{j}} di {\displaystyle w}. Per ogni {\displaystyle q,q'\in Q}, si può definire un linguaggio regolare {\displaystyle L_{q,q'}}, che è accettato dall'automa finito {\displaystyle (Q,{\mathcal {F}},q,\{q'\})}.
Ne deriva che i linguaggi ω-regolari sono quelli costituiti dalle ω-espressioni accettata dagli automi di Büchi.